# Заград
Вижте пояснителната страница за други значения на Заград.
Заград (на македонска литературна норма: Заград) е село в Северна Македония, в община Брод (Македонски Брод).

## География
Селото се намира в областта Поречие на Мала река в подножието на Добра вода.

## История
На километър източно от селото, над устието на Требовска река в Църнешница са остатъците от средновековната крепост Растеш.
В XIX век Заград е село в Поречка нахия на Кичевска каза на Османската империя. Според статистиката на Васил Кънчов („Македония. Етнография и статистика“) от 1900 година Заград е населявано от 90 жители българи християни.
Цялото село в началото на XX век е сърбоманско. Според митрополит Поликарп Дебърски и Велешки в 1904 година в Заград има 7 сръбски къщи. По данни на секретаря на Българската екзархия Димитър Мишев („La Macédoine et sa Population Chrétienne“) в 1905 година в Заград има 96 българи патриаршисти сърбомани.
След Междусъюзническата война в 1913 година селото попада в Сърбия.
На етническата си карта на Северозападна Македония в 1929 година Афанасий Селишчев отбелязва Заград като българско село.
Според преброяването от 2002 година селото има 17 македонци.